# Stenhomalus takaosanus
Stenhomalus takaosanus är en skalbaggsart som beskrevs av Nobuo Ohbayashi 1958. Stenhomalus takaosanus ingår i släktet Stenhomalus och familjen långhorningar. Inga underarter finns listade i Catalogue of Life.